# Strada europea E84
La E84 è una strada europea che collega Keşan a Silivri. Come si evince dalla numerazione, si tratta di una strada intermedia con direzione ovest-est.

## Percorso
La E84 è definita con i seguenti capisaldi di itinerario: "Keşan - Tekirdağ - Silivri".